# Dor Elo
Dor Elo (in ebraico דור אלו‎?; Petah Tiqwa, 26 settembre 1993) è un calciatore israeliano, difensore svincolato.

## Carriera
Ha giocato nella massima serie israeliana.

## Palmarès

### Club
- Coppa Toto Al: 1

Maccabi Petah Tiqwa: 2015-2016
- Supercoppa d'Israele: 1

Hapoel Be'er Sheva: 2017
- Campionato israeliano: 1

Hapoel Be'er Sheva: 2017-2018